# Jean Gardien Givry
Pour les articles homonymes, voir Givry.
Jean Gardien Givry, né à Vervins en 1647 et mort en prison à l’île Sainte-Marguerite à une date inconnue du XVIIIe siècle, est un prédicateur protestant français.

## Biographie
Arrivé à Sedan, en 1669, en qualité de pasteur, Givry a causé un grand scandale à l’Église de cette ville en 1678 en abjurant, dans des circonstances inconnues, le protestantisme. À la révocation de l’Édit de Nantes, sept ans plus tard, il s’est néanmoins réfugié en Angleterre où il a été nommé pasteur de l’Église française de Plymouth, qu’il a desservie pendant cinq ans. En 1690, ayant pris la résolution de retourner prêcher l’Évangile en France, il a quitté Plymouth , après avoir été un temps retardé par l’opposition de son Église, le 1er mai 1691. Parti de Londres vers la fin du mois de juin et, arrivé à Rotterdam, trois jours plus tard, il a été très froidement reçu par Pierre Jurieu, auquel il s’était adressé pour lui proposer son projet et pour lui demander ses avis et quelques adresses nécessaires pour favoriser son voyage. Les propositions de Givry et sa personne ne pouvaient, en effet, que paraitre suspectes à Jurieu qui, surpris de n’avoir reçu aucun avis de Londres du projet de Givry ni de son départ, lui a demandé un certificat de son église de Plymouth, certifiant qu’il l’avait servie cinq ans et de manière assez édifiante, et qu’il en était sorti en homme d’honneur, en bon chrétien et en véritable ministre du saint Évangile.
Sans se laisser décourager par cet accueil, il a écrit à Londres. Ayant reçu, au bout de trois semaines, toutes les pièces demandées, l’attitude de Jurieu à son égard a changé, après qu’il a compris que l’envie qui le poussait à entreprendre ce voyage dangereux était de réparer le scandale qu’il avait donné, treize ans auparavant, en abjurant le protestantisme à Sedan. Après un retard de trois semaines dû aux affaires du synode, il a enfin pu quitter Rotterdam, vers la fin du mois d’aout, mais il n’est arrivé à Bruxelles que lorsque Guillaume III, prince d’Orange, devenu roi d’Angleterre est accouru de Londres pour couvrir Bruxelles, menacée par le maréchal de Luxembourg, chargé par Louis XIV de venger la défaite de Jacques II. Ne pouvant plus compter sur deux officiers, qui devaient le faire passer en France, il erre dans le voisinage pendant trois semaines jusqu’à ce qu’on le prenne pour un espion français à Enghien. Il parvient néanmoins à se justifier auprès d’un commandant protestant français de l’armée de Guillaume III d’Orange. 
N’ayant réussi à trouver personne pour l'aider, à Ath, il s’est décidé, au bout de huit jours, à se mettre en route tout seul pour la France. Parti d’Ath un dimanche matin, il est arrivé à Mons, tombé aux Français depuis cinq à six mois, sur les trois heures de l’après midi. Il a réussi à y entrer, grâce à la précaution qu’il avait prise de quitter son costume de voyageur, pour éviter l’interrogatoire qui se faisait aux portes de la ville. Parti le lendemain pour Avesnes, il a été arrêté, à la porte de cette ville, par un vieux garde, qui l’a informé qu’il ne pourrait entrer sans l’autorisation du gouverneur de la ville. Comme le gouverneur était parti en promenade par une autre route, il a été confié à un Suisse avec ordre de le faire voir au gouverneur. Ayant réussi, par une feinte, à fausser compagnie au Suisse, il s’enfuit par un chemin opposé à sa route.
Après avoir passé la nuit chez un paysan, il a repris la route de France par La Capelle, pour arriver à 10 km de son pays natal, au commencement d’octobre 1691, après un voyage de plus de cinq mois. Arrivé à Landouzy, célèbre par la réputation qu’elle avait de ne recevoir pour habitants que des protestants réformés, il y a passé trois jours, exerçant son ministre auprès d’une partie de sa famille et d’un grand nombre de gens de sa connaissance retournés à la religion protestante. Parti de là, je fus à Saint-Pierre, petit village où cinquante ou soixante personnes avait l’habitude de s’assembler les dimanches. Sans avoir averti personne, il y trouvé un si grand nombre de gens que le lieu destiné aux exercices de piété ne pouvait tous les contenir. À neuf heures du soir, le village, rempli de gens, faisait tant de bruit qu’il a dû le quitter immédiatement pour n’être pas surpris par ses ennemis.
Arrivé à Lemé, rue des Bohins, en une heure et demie, sans aucun avis, il a trouvé plus de trois cents personnes et onze enfants à baptiser. En contraste avec la tiédeur rencontrée à son arrivée à Saint-Quentin, il a vu venir à lui les députés de sept villages catholiques des environs, très probablement Templeux, Hargicourt, Jeancourt, Lempire, Montbrehain, Nauroy et Vendelles, qui, au plus fort de la persécution, voulaient embrasser le protestantisme. Il a ensuite visité la plupart des Églises de Picardie et de Brie, notamment Laon, Chauny, Varennes, Noyon, Jonquières, Villeneuve près Chalandos.
Deux mois après son entrée en France, c’est-à-dire au commencement de décembre 1691, il est arrivé à Paris, où il a trouvé deux autres pasteurs, très probablement de Matthieu de Malzac et Elisée Géraut, très actifs dans la cause protestante, quoique presque toujours sur le point d’être arrêtés. L’arrivée de Givry ne faisant qu’accroitre le danger, Géraut a quitté Paris pour visiter les autres parties de la France. Sollicité, au bout de quelques semaines, par des marchands de Sedan, d’aller relever leur Église, qu’aucun pasteur n’avait encore visitée, il a d’abord refusé, agité par le souvenir de son abjuration et le danger qu’il devait courir dans une petite ville où il était fort connu, y ayant demeuré neuf ans. Après avoir proposé en vain cette mission à Malzac, il s’est résolu à acquiescer aux demandes des Sedanais. 
Parti vers le milieu du mois de janvier 1692, il n’est arrivé, à cause des Églises qu’il a visitées en passant, que le dimanche 3 février à Sedan, après avoir laissé son cheval et ses armes à Torsy, petit village qui est au bout du pont pour ne pas paraitre en voyage ni en étranger. Habillé en bourgeois, il a marché droit à Sedan sur le soir, et rencontré le guide qui devait l’y introduire dans les meilleures maisons. Il a été reconnu de ses paroissiens, mais non méprisé car ceux-ci, car il a été reçu partout avec beaucoup de joie, et en cinq petites assemblées qu’il a présidées, il a reçu onze cents livres, tant pour les pauvres que pour ses frais de voyage. Sorti de la ville, malgré la neige et le froid, il a pris la route de la Champagne, pour aller visiter l’Église de Montlon, près d’Aÿ, sans passer à Châlons ni à Vitry, qui avaient refusé les services de quelques uns de ses collègues. Les nouveaux convertis de Montlon ne voulant pas le recevoir, il s’est tourna vers Châlons, également sans succès. Il a reçu un meilleur accueil à Vitry, mais l’appréhension était si grande qu’il n’y a pu avoir d’assemblée, faute de maison pour se réunir.
Revenu à Châlons, il a trouvé les cœurs bien changés, pleins d’ardeur, et il a pu voir et consoler tous les membres de l’Église, y compris les pauvres. De Châlons, il s’est rendu à Loisy-en-Brie, et de là à Château-Thierry, qui avait dans le voisinage une Église appelée Monneaux, un petit village où il y avait un nombre considérable d’habitants, qui étaient tous protestants sans exception, le magistrat du lieu les favorisant. Il y a fait, trois jours de suite, des assemblées de quatre cents personnes dans des granges et des pressoirs. Le lieutenant général de Château-Thierry ayant même voulu s’entretenir avec lui, ils ont eu une conversation de deux ou trois heures sur les matières religieuses, le lieutenant voulant savoir du ministre si l’on pouvait être sauvé dans la religion catholique. La cour, ayant eu vent de la conduite du lieutenant, l’a fait mander secrètement à Paris, dans l’espoir qu’on pourrait peut-être avoir par lui de l’influence sur les protestants de Monneaux après avoir pensé, dans un  premier temps, pensé faire un exemple.
De Monneaux, il s’est rendu à Villeneuve, près Chalandos, où il a trouvé un peuple presque aussi dévot que celui de Monneaux. Il y a tenu une assemblée de près de quatre cents personnes, puis deux à Nanteuil-lès-Meaux, l’une de cinq cents, l’autre de sept cents personnes, avant de rentrer de nouveau à Paris, après un voyage de deux mois. L’Église de cette ville était plongée, depuis trois ou quatre semaines, dans la plus grande consternation par l’arrestation du ministre de Malzac, qui la desservait depuis deux ans. L’autre ministre, Géraut, qui avait fait un voyage dans les provinces pour dépister la police, n’est revenu à Paris qu’au mois de mai. Givry a alors résolu de visiter à son tour les églises plus éloignées, mais un nommé Braconnier l’a fait arrêter, moyennant deux mille livres de gratification, dans la rue Saint-Martin, chez le procureur au parlement Lardeau. Au moment de son arrestation, il était porteur de l’autobiographie qu’il avait commencée le 21 avril, et qu’on lui a fait parapher,.
Arrêté le 3 mai, il a été conduit à Vincennes le 24 du même mois, où il a retrouvé Élisée Gérant, arrêté le même jour que lui, et emprisonné dans le donjon, déjà depuis le 13 mai. Bien que l’ordre qui les envoie à l’île Sainte-Marguerite soit du 16 août 1693, ils ne sont sortis de Vincennes qu’au bout de deux ans, le 27 juin 1694. Enlevés de la Bastille ou du donjon de Vincennes, au milieu de la nuit, les pasteurs traversaient toute la France sans qu’on les laisse voir de personne. Arrivés à la prison d’État, ils étaient placés isolément dans des cachots, sans pouvoir communiquer entre eux, sans jamais se rencontrer, sans voir quiconque autre que leur gardien. Mis à l’isolement, sans possibilité de lire, d’écrire, nombre de pasteurs perdaient la raison et l’on ignore quand et comment est mort Givry. L’historien Antoine Court l’a cité comme un des plus actifs et des plus courageux parmi les pasteurs à avoir suivi les traces de Claude Brousson.